# 大溪文化

大溪文化的范围

大溪文化（公元前5000—公元前3300年）是中国新石器时代的一种考古学文化，主要位於中華人民共和國長江流域中流的三峽地區。於1920年代由内尔斯·克里斯蒂安·纳尔逊首次發掘出來，因1959年发掘的四川省巫山县（今属重庆市）大溪遗址而得名，大溪也是大溪文化的西线。主要分布在峡江地区和两湖平原，长江中游鄂西、渝东山地丘陵地区，洞庭湖周围和江汉平原的一部分。
从城背溪文化发展而来。推測年代约为公元前4400～前3300年。大溪文化的发现，陶器多呈红色，普遍以碳化稻壳末为孱和料，代表当时较高制陶水平的产品是篦点戳印纹白陶和薄胎彩陶，揭示了长江中游的一种以红陶为主并含彩陶的地区性文化遗存。
营造半地穴式和地面建筑，在居住面下往往铺有厚的红烧土块垫层，有的房屋墙外铺有红烧土渣地面散水或有专门的檐廊，以适应南方多雨炎热气候。
死者多数实行单人葬，葬式有仰身直肢、俯身直肢，以及很特殊的仰身跪屈葬、仰身蹲屈葬；随葬品除了陶器和石器外，还放置了鱼和龟，有的把整条鱼放在死者身上、嘴边或臂下，这一罕见习俗与当时人们的生活和信仰有关。
所有裝飾技巧，包括：塗繪、壓印、繩紋印花、雕花、貼花、網狀細孔等，皆加以應用，常見的圖案有尖齒紋、花瓣紋、交織曲線、三角紋等。高而深的豆、圈足碗、盤、杯為最重要的器型。此外，大溪遺址還發現石器，裝飾品則有玉、骨、石、貝製成的戒指、項鍊等。

## 陶支座
一类陶制出土文物，源于大溪文化，被认为是炊器的一种。三峡地区的城背溪文化和大溪文化饮煮食物时以石块或支座支撑，为炊器的底座和支架。随着技术发展，陶支座逐渐失去实用价值，成为装饰用品。其表面常有戳印、刻划纹样和符号。1998年于湖北秭归县柳林溪出土1000余件陶支座。

## 大溪人
一项2007年对大溪遗址出土人类遗骸的Y染色体单倍型类群的研究显示，大溪人屬於單倍群O3d-M7，這個特徵在其他同時代的中國古代遺址中皆屬罕見，但常見於现代苗人與東南亞人，顯示大溪人可能是苗族先祖。